# Settimana Ciclistica Lombarda
La Settimana Ciclistica Lombarda era una corsa a tappe maschile di ciclismo su strada organizzata nella Provincia di Bergamo, in Italia, con cadenza annuale dal 1970 al 2013.

## Storia
La Settimana Ciclistica Lombarda fu organizzata per la prima volta nel 1970, con il nome di Giro Ciclistico Bergamasco, su idea di Gianni Sommariva, successivamente direttore della società organizzatrice G.S. Domus. In seguito, dal 1972 al 1997, venne denominata Settimana Ciclistica Bergamasca, per poi prendere la denominazione di Settimana Ciclistica Lombarda nel 1998.
Fino al 1987 era aperta solo ai dilettanti, e i corridori dell'Europa dell'Est riportarono numerose vittorie. Nel 1989 venne aperta anche ai professionisti (gara "open"), con il successo, nell'edizione di quell'anno, dei neo-prof sovietici del team Alfa Lum. Nelle stagioni seguenti tra i vincitori della manifestazione si ebbero campioni come Lance Armstrong (1991), Pavel Tonkov (1992, 1996, 1998), Wladimir Belli (1994), Serhij Hončar (2000, 2001) e Michele Scarponi (2004).
Nel 2005 la prova entrò nel calendario dell'UCI Europe Tour, inizialmente come gara di classe 2.2, poi dal 2007 come prova 2.1, aperta dunque anche alle squadre UCI ProTour. Nel 2012 la corsa non venne organizzata, per la prima volta da quando aveva assunto la denominazione di Settimana Ciclistica Lombarda, a causa di problemi finanziari. L'ultima edizione risale al 2013, in quanto nel 2014 fu nuovamente annullata, per non essere poi mai più organizzata. 
Il leader della classifica generale indossava la maglia giallorossa (colori di Bergamo).

## Albo d'oro
Aggiornato all'edizione 2013.
| Anno                            | Vincitore                  | Secondo                    | Terzo                      |
| Giro Ciclistico Bergamasco      | Giro Ciclistico Bergamasco | Giro Ciclistico Bergamasco | Giro Ciclistico Bergamasco |
| ------------------------------- | -------------------------- | -------------------------- | -------------------------- |
| 1970                            | Giuliano Marcuzzi          | Aldo Epis                  | Gabriele Mirri             |
| 1971                            | Rudolf Labus               | Alois Holík                | Tiziano Giacomini          |
| Settimana Ciclistica Bergamasca |                            |                            |                            |
| 1972                            | Fausto Bertoglio           | Serge Parsani              | Enrico Camanini            |
| 1973                            | Jiří Mainuš                | Claudio Bortolotto         | Fiorenzo Ballardin         |
| 1974                            | Stanisław Szozda           | Franky De Gendt            | Tadeusz Mytnik             |
| 1975                            | Valerij Čaplygin           | Vittorio Algeri            | Walter Polini              |
| 1976                            | Vittorio Algeri            | Rinat Šarafulin            | Roberto Ceruti             |
| 1977                            | Janusz Bienek              | Orfeo Pizzoferrato         | Giuliano Biatta            |
| 1978                            | Alessandro Pozzi           | Tommy Prim                 | Francesco Masi             |
| 1979                            | Alberto Minetti            | Tommy Prim                 | Hynek Dvořáček             |
| 1980                            | Czesław Lang               | Piero Ghibaudo             | Alessandro Paganessi       |
| 1981                            | Giovanni Fedrigo           | Helmut Wechselberger       | Giovanni Testolin          |
| 1982                            | Vladimír Kazarek           | Jesper Worre               | Luigi Busacchini           |
| 1983                            | Andrzej Serediuk           | Thurlow Rogers             | Stefano Tomasini           |
| 1984                            | Flavio Giupponi            | Thurlow Rogers             | Mario Kummer               |
| 1985                            | Jurij Kaširin              | Viktor Klimov              | Bruno Bulić                |
| 1986                            | Zenon Jaskuła              | Ivan Romanov               | Luca Gelfi                 |
| 1987                            | Volodymyr Pulnikov         | Viktor Klimov              | Fabian Fuchs               |
| 1988                            | non disputata              | non disputata              | non disputata              |
| 1989                            | Ivan Ivanov                | Volodymyr Pulnikov         | Dmitrij Konyšev            |
| 1990                            | Nikolaj Golovatenko        | Walter Magnago             | Emanuele Bombini           |
| 1991                            | Lance Armstrong            | Fabio Bordonali            | Wladimir Belli             |
| 1992                            | Pavel Tonkov               | Vjačeslav Džavanjan        | Zbigniew Piątek            |
| 1993                            | Enrico Zaina               | Evgenij Berzin             | Bruno Leali                |
| 1994                            | Wladimir Belli             | Giuseppe Guerini           | Pavel Tonkov               |
| 1995                            | Massimiliano Lelli         | Giuseppe Guerini           | Ruggero Borghi             |
| 1996                            | Pavel Tonkov               | Leonardo Piepoli           | Stefano Faustini           |
| 1997                            | Emanuele Lupi              | Luca Mazzanti              | Giuseppe Di Grande         |
| Settimana Ciclistica Lombarda   |                            |                            |                            |
| 1998                            | Pavel Tonkov               | Markus Zberg               | Enrico Zaina               |
| 1999                            | Raimondas Rumšas           | Nicola Miceli              | Enrico Zaina               |
| 2000                            | Serhij Hončar              | Gilberto Simoni            | Didier Rous                |
| 2001                            | Serhij Hončar              | Pascal Hervé               | Didier Rous                |
| 2002                            | Tadej Valjavec             | Michele Scarponi           | Kim Kirchen                |
| 2003                            | Julio Alberto Pérez Cuapio | Timothy Jones              | Steve Zampieri             |
| 2004                            | Michele Scarponi           | Timothy Jones              | Radoslav Romanik           |
| 2005                            | Riccardo Riccò             | Aleksandr Efimkin          | Marco Osella               |
| 2006                            | Robert Gesink              | Aljaksandr Kučynski        | Graziano Gasparre          |
| 2007                            | Aleksandr Efimkin          | Sylwester Szmyd            | Domenico Pozzovivo         |
| 2008                            | Danilo Di Luca             | Paolo Savoldelli           | Daniele Pietropolli        |
| 2009                            | Daniele Pietropolli        | Mauricio Soler             | Davide Rebellin            |
| 2010                            | Michele Scarponi           | Riccardo Riccò             | Przemysław Niemiec         |
| 2011                            | Thibaut Pinot              | Simone Stortoni            | Davide Rebellin            |
| 2012                            | non disputata              | non disputata              | non disputata              |
| 2013                            | Patrik Sinkewitz           | Radoslav Rogina            | Francesco Manuel Bongiorno |
| 2014-2023                       | non disputato              | non disputato              | non disputato              |
| 2024                            | annullata                  | annullata                  | annullata                  |